# IHeartRadio Music Awards de 2016
O iHeartRadio Music Awards de 2016 foi a terceira premiação de música apresentada pela plataforma  da iHeartMedia iHeartRadio, e foi televisionada ao vivo pela TBS, TNT e truTV. A premiação foi realizada em 3 de abril de 2016, na arena The Forum, localizada na cidade de Inglewood, Califórnia, nos Estados Unidos, e foi apresentada pelo cantor estadunidense Jason Derulo.
Taylor Swift e The Weeknd lideraram as indicações, com sete cada um, seguidos por Adele, com cinco indicações.

## Performances
| Artista(s)                             | Canção                                                            |
| -------------------------------------- | ----------------------------------------------------------------- |
| Jason Derulo                           | "If It Ain't Love"                                                |
| Justin Bieber                          | "Love Yourself" Company"                                          |
| Meghan Trainor                         | "No"                                                              |
| Fetty Wap                              | "Again"                                                           |
| Pitbull                                | "Fireball" (ao vivo do NCAA March Madness Music Festival de 2016) |
| Chris Brown                            | "Liquor" "Back to Sleep" "Wrist" "Anyway"                         |
| Demi Lovato Brad Paisley (na guitarra) | "Stone Cold"                                                      |
| DNCE Nile Rodgers (na guitarra)        | "Cake by the Ocean" "Le Freak"                                    |
| G-Eazy Bebe Rexha                      | "Me, Myself & I"                                                  |
| Maroon 5                               | "Animals" (ao vivo do NCAA March Madness Music Festival de 2016)  |
| ZAYN                                   | "Like I Would"                                                    |
| The Weeknd                             | "Acquainted" (ao vivo do Juno Awards de 2016)                     |
| Iggy Azalea                            | "Team"                                                            |

## Apresentadores
- Justin Timberlake — entregou o prêmio de Melhor Turnê a Taylor Swift
- Pharrell Williams — entregou o Prêmio Inovador ao U2
- Diplo — apresentou Chris Brown
- Meagan Good — apresentou Meghan Trainor
- Pete Wentz — entregou o prêmio Maior Ameaça Tripla
- 2 Chainz — entregou o prêmio de Artista de R&B do Ano
- Julianne Hough— entregou o prêmio de Artista Dance do Ano
- Trey Songz — entregou o prêmio de Canção do Ano
- Kelly Osbourne — apresentou Demi Lovato
- Zendaya — apresentou Zayn
- Selena Gomez — entregou o prêmio de Melhor Álbum do Ano
- Wiz Khalifa
- Big Sean
- Derek Hough
- Kat Graham
- Demi Lovato — apresentou Iggy Azalea

Fonte:

## Vencedores e indicados
Os indicados foram anunciados em 9 de fevereiro de 2016. Os vencedores foram revelados em 3 de abril de 2016.
| Canção do Ano | Artista Feminina do Ano |
| --- | --- |
| - "Hello" – Adele - "Blank Space" – Taylor Swift - "Can't Feel My Face" – The Weeknd - "Shut Up and Dance" – Walk the Moon - "Uptown Funk" – Mark Ronson com part. de Bruno Mars | - Taylor Swift - Adele - Selena Gomez - Meghan Trainor - Carrie Underwood |
| Artista Masculino do Ano | Artista Revelação |
| - Justin Bieber - Luke Bryan - Ed Sheeran - Sam Smith - The Weeknd | - Fetty Wap - Hozier - Sam Hunt - Shawn Mendes - Tove Lo |
| Melhor Duo/Grupo do Ano | Álbum do Ano |
| - Maroon 5 - Fall Out Boy - One Direction - Walk the Moon - Zac Brown Band | - 1989 – Taylor Swift - 25 – Adele - Beauty Behind the Madness – The Weeknd - In the Lonely Hour – Sam Smith - × – Ed Sheeran |
| Melhor Turnê | Artista de Rock Alternativo do Ano |
| - Taylor Swift - Garth Brooks - Luke Bryan - Foo Fighters - U2 | - Twenty One Pilots - AWOLNATION - Foo Fighters - Muse - X Ambassadors |
| Canção de Rock Alternativo do Ano | Artista de Rock do Ano |
| - "Stressed Out" – Twenty One Pilots - "Cigarette Daydreams" – Cage The Elephant - "Ex's & Oh's" – Elle King - "Renegades" – X Ambassadors - "Shut Up and Dance" – Walk the Moon | - Foo Fighters - Breaking Benjamin - Disturbed - Five Finger Death Punch - Three Days Grace |
| Canção de Rock do Ano | Canção Country do Ano |
| - "Heavy Is the Head" – Zac Brown Band com part. de Chris Cornell - "Cut the Cord" – Shinedown - "Failure" – Breaking Benjamin - "Footsteps" – Pop Evil - "I Am Machine" – Three Days Grace | - "Buy Me a Boat" – Chris Janson - "Homegrown" – Zac Brown Band - "I See You" – Luke Bryan - "Lose My Mind" – Brett Eldredge - "Take Your Time" – Sam Hunt |
| Artista Country do Ano | Canção Dance do Ano |
| - Luke Bryan - Sam Hunt - Brad Paisley - Blake Shelton - Thomas Rhett | - "Where Are Ü Now" – Skrillex & Diplo com Justin Bieber - "Hey Mama" – David Guetta com part. de Nicki Minaj, Bebe Rexha & Afrojack - "Lean On" – Major Lazer & DJ Snake com part. de MØ - "Waves" – Mr. Probz - "You Know You Like It" – DJ Snake & AlunaGeorge |
| Artista Dance do Ano | Canção de Hip-Hop do Ano |
| - Calvin Harris - David Guetta - Major Lazer - Skrillex & Diplo - Zedd | - "Hotline Bling" – Drake - "Blessings" – Big Sean com part. de Drake & Kanye West - "Flex (Ooh, Ooh, Ooh)" – Rich Homie Quan - "Trap Queen" – Fetty Wap - "Truffle Butter" – Nicki Minaj com part. de Drake & Lil Wayne |
| Artista de Hip-Hop do Ano | Canção de R&B do Ano |
| - Drake - Big Sean - Fetty Wap - Future - J. Cole | - "Earned It" – The Weeknd - "Bitch Better Have My Money" – Rihanna - "Planes" – Jeremih com part. de J. Cole - "Post to Be" – Omarion com part. de Chris Brown & Jhene Aiko - "The Hills" – The Weeknd |
| Artista de R&B do Ano | Canção Latina do Ano |
| - Chris Brown - Beyoncé - The Weeknd - Trey Songz - Usher | - "El Perdón" – Nicky Jam & Enrique Iglesias - "Ay Vamos" – J Balvin - "Hilito" – Romeo Santos - "La Gozadera" – Gente De Zona com part. de Marc Anthony - "Mi Verdad" – Maná com part. de Shakira |
| Artista Latino do Ano | Canção de Música Regional Mexicana do Ano |
| - Pitbull - Enrique Iglesias - J Balvin - Nicky Jam - Prince Royce | - "Levantando Polvadera" – Voz de Mando - "Aunque Ahora Estés Con Él" – Calibre 50 - "Eres Una Niña" – Gerardo Ortiz - "Mi Vicio Más Grande" – Banda El Recodo de Cruz Lizárraga - "Te Mestiste" – Ariel Camacho y Los Plebes del Rancho |
| Artista de Música Regional Mexicana do Ano | Melhor Letra |
| - Banda Los Recoditos - Calibre 50 - Gerardo Ortiz - Julión Álvarez y Su Norteño Banda - Voz De Mando | - "Fight Song" – Rachel Platten - "Die a Happy Man" – Thomas Rhett - "Hello" – Adele - "Photograph" – Ed Sheeran - "See You Again" – Wiz Khalifa com part. de Charlie Puth |
| Melhor Colaboração | Melhor Cover |
| - "Uptown Funk" – Mark Ronson com part. de Bruno Mars - "Bad Blood" – Taylor Swift com part. de Kendrick Lamar - "Like I'm Gonna Lose You" – Meghan Trainor com part. de John Legend - "See You Again" – Wiz Khalifa com part. de Charlie Puth - "Where Are Ü Now" – Skrillex & Diplo com Justin Bieber | - "Uptown Funk" – Fifth Harmony, Jasmine V, Jacob Whitesides e Mahogany Lox - 1989 (Todo o álbum) – Ryan Adams - "Bad Blood" – Alessia Cara - "Bitch Better Have My Money" – Kelly Clarkson - "Cheerleader" – Pentatonix - "Hands To Myself/Sorry" – Troye Sivan - "Hello" – Demi Lovato - "Hotline Bling" – Justin Bieber - "Hotline Bling" – Sam Smith & Disclosure - "Trap Queen" – Ed Sheeran        |
| Melhor Canção de Filme | Maior Ameaça Tripla |
| - "Til It Happens to You" – Lady Gaga (The Hunting Ground) - "Earned It" – The Weeknd (Fifty Shades of Grey) - "Love Me Like You Do" – Ellie Goulding (Fifty Shades of Grey) - "See You Again" – Wiz Khalifa com part. de Charlie Puth (Furious 7) - "Writing's on the Wall" – Sam Smith (Spectre)      | - Selena Gomez – Cantora/Atriz/Dançarina - Lady Gaga – Cantora/Atriz/Ativista - Hailee Steinfeld – Cantora/Atriz/Modelo - Jason Derulo – Cantor/Apresentador/Dançarino - Jennifer Lopez – Cantora/Atriz/Dançarina - Justin Timberlake – Cantor/Ator/Dançarino - Nick Jonas – Cantor/Ator/Modelo - Troye Sivan – Cantor/Ator/YouTuber - Usher – Cantor/Ator/Dançarino - Zendaya – Cantora/Atriz/Dançarina |
| Momento Mais Meme | Melhores Fãs |
| - Taylor Swift como a "Garota Louca" com Rímel escorrendo (do videoclipe de "Blank Space") - Memes de Adele e "Hello" (Lionel Richie, Miss Piggy) - Drake e "Hotline Bling" - Katy Perry e o Tubarão Esquerdo (no Super Bowl 49) - Kanye West e Kanye Para Presidente / Kanye 2020                      | - Justin Bieber – Beliebers - 5 Seconds of Summer – 5SOSFam - Fifth Harmony – Harmonizers - Ariana Grande – Arianators - Selena Gomez – Selenators - Adam Lambert – Glamberts - Demi Lovato – Lovatics - Little Mix – Mixers - Shawn Mendes – Mendes Army - Nicki Minaj – Barbz - One Direction – Directioners - Taylor Swift – Swifties                                                                 |
| Prêmio iHeartRadio Inovador | |
| - U2 | |